# Estació de Son Costa - Son Fortesa
L'estació de Son Costa | Son Fortesa és una estació del metro de Palma i també de ferrocarril de Serveis Ferroviaris de Mallorca. Fou inaugurada el 15 de febrer de 2007, només per al servei de tren. L'andana per al metro fou posada en servei alhora que s'inaugurava la línia, el 25 d'abril del mateix any. Entre 2013 i 2022 va formar part de l'extinta línia M2 del Metro de Palma, encara que durant els dissabtes, diumenges i festius les línies T2 i T3 de Serveis Ferroviaris de Mallorca hi paraven en no haver servei de metro, i va tornar a formar part únicament del servei de rodalies en tancar la línia.
S'hi accedeix des de l'exterior a través de dues boques independents per a cada mitja de transport, totes dues arran del Parc de Son Costa. No existeix correspondència directa.
Ambdós accessos tenen un únic nivell subterrani on se situen sengles màquines autovenda de bitllets, barreres tarifàries i andana central.
| Procedència/Destinació                                                 | ◄                | Línia   | ►               | Procedència/Destinació |
| ---------------------------------------------------------------------- | ---------------- | ------- | --------------- | ---------------------- |
| Metro de Palma                                                         |                  |         |                 |                        |
| Estació Intermodal - Plaça d'Espanya                                   | Jacint Verdaguer |         | Son Fuster Vell | Universitat            |
| Estació Intermodal - Plaça d'Espanya                                   | Jacint Verdaguer |         | Son Fuster      | Marratxí               |
| Serveis Ferroviaris de Mallorca (Només dissabtes, diumenges i festius) |                  |         |                 |                        |
| Estació Intermodal - Plaça d'Espanya                                   | Jacint Verdaguer |         | Son Fuster      | sa Pobla               |
| Estació Intermodal - Plaça d'Espanya                                   | Jacint Verdaguer | Inca    | Son Fuster      |                        |
| Estació Intermodal - Plaça d'Espanya                                   | Jacint Verdaguer | Manacor | Son Fuster      |                        |